# Instrument aratoire
En agriculture, un instrument aratoire est un outil ou une machine qui sert au travail du sol, c'est-à-dire à l'ameublir, le labourer, le biner.
« Aratoire » est un adjectif emprunté au bas latin juridique aratorius, dérivé de arare, « labourer », qui signifie" relatif au labourage". On parle également de travaux aratoires.

## Outils manuels
Il s'agit des outils les plus anciens, de conception simple, et qui sont largement utilisés pour les petites zones de culture, notamment dans les jardins et potagers. On distingue deux catégories d'outils manuels, tous munis d'un manche :
- La famille de la houe, dont l'extrémité est perpendiculaire au manche, qui comprend également la serfouette et la binette, et qui s'utilise en frappant le sol à l'aide des bras.
- La famille de la bêche, dont l'extrémité est dans le prolongement du manche, qui comprend également la fourche-bêche, le louchet et la grelinette, et qui s'utilise à l'aide du pied.

Habituellement munis d'un long manche afin de pouvoir être manipulés en station debout, ces outils existent également avec un manche court, utilisables à une seule main notamment dans les potagers en carrés, serres ou massifs floraux.

## Instruments mécanisés
Il s'agit d'instruments plus complexes, à traction humaine, animale ou motorisée. Ils sont utilisés pour cultiver de plus grandes surfaces que les outils manuels. 
- Araire: instrument de labour dont le soc symétrique fend la terre sans vraiment la retourner.
- Butteuse
- Reille : soc-coutre en fer améliorant l'araire ou les premières charrues
- Décompacteur
- Sous-soleuse
- Charrue
- Rouleau agricole
- Cultivateur, vibroculteur
- Cultivateur rotatif
- Outils à disques : déchaumeuse, charrue à disques, pulvériseur
- Machine à bêcher
- Herse, herse rotative
- Motobineuse
- Tasse-Avant